# Anouck Jaubert
Anouck Jaubert (Saint-Étienne, 27 de enero de 1994) es una deportista francesa que compite en escalada, especialista en la prueba de velocidad.
Ganó dos medallas en el Campeonato Mundial de Escalada, plata en 2016 y bronce en 2019, y dos medallas en el Campeonato Europeo de Escalada, oro en 2015 y bronce en 2019. Además, consiguió una medalla de plata en los Juegos Mundiales de 2017.
Participó en los Juegos Olímpicos de Tokio 2020, ocupando el sexto lugar en la prueba de combinada.

## Palmarés internacional
| Campeonato Mundial | Campeonato Mundial      | Campeonato Mundial | Campeonato Mundial |
| Año                | Lugar                   | Medalla            | Prueba             |
| ------------------ | ----------------------- | ------------------ | ------------------ |
| 2016               | París (Francia)         | Medalla de plata   | Velocidad          |
| 2019               | Hachioji (Japón)        | Medalla de bronce  | Velocidad          |
| Campeonato Europeo |                         |                    |                    |
| Año                | Lugar                   | Medalla            | Prueba             |
| 2015               | Chamonix (Francia)      | Medalla de oro     | Velocidad          |
| 2019               | Edimburgo (Reino Unido) | Medalla de bronce  | Velocidad          |